# Luke Adams
Luke Kendall Adams (Mvumi, 22 ottobre 1976) è un marciatore australiano nato in Tanzania.

## Palmarès
| Anno | Manifestazione          | Sede       | Evento         | Risultato | Prestazione | Note                                     |
| ---- | ----------------------- | ---------- | -------------- | --------- | ----------- | ---------------------------------------- |
| 1994 | Mondiali juniores       | Lisbona    | Marcia 10000 m | 24º       | 44'09"59    |                                          |
| 2002 | Giochi del Commonwealth | Manchester | Marcia 20 km   | Argento   | 1h26'03"    |                                          |
| 2003 | Mondiali                | Parigi     | Marcia 20 km   | 5º        | 1h19'35"    | Miglior prestazione personale            |
| 2004 | Giochi olimpici         | Atene      | Marcia 20 km   | 16º       | 1h23'52"    |                                          |
| 2005 | Mondiali                | Helsinki   | Marcia 20 km   | 10º       | 1h21'43"    |                                          |
| 2006 | Giochi del Commonwealth | Melbourne  | Marcia 20 km   | Argento   | 1h21'38"    |                                          |
| 2007 | Mondiali                | Osaka      | Marcia 20 km   | 7º        | 1h23'52"    |                                          |
| 2008 | Giochi olimpici         | Pechino    | Marcia 20 km   | 6º        | 1h19'57"    |                                          |
| 2008 | Giochi olimpici         | Pechino    | Marcia 50 km   | 10º       | 3h47'45     | Miglior prestazione personale            |
| 2009 | Mondiali                | Berlino    | Marcia 20 km   | 17º       | 1h22'37"    |                                          |
| 2009 | Mondiali                | Berlino    | Marcia 50 km   | 5º        | 3h43'39"    | Miglior prestazione personale            |
| 2010 | Giochi del Commonwealth | Delhi      | Marcia 20 km   | Argento   | 1h22'31"    |                                          |
| 2011 | Mondiali                | Taegu      | Marcia 50 km   | 4º        | 3h45'31"    | Miglior prestazione personale stagionale |
| 2012 | Giochi olimpici         | Londra     | Marcia 50 km   | 23º       | 3h53'41"    |                                          |